# جایگزین‌ناپذیر (فیلم)
جایگزین‌ناپذیر (انگلیسی: Irreplaceable) با عنوان اصلی پزشک دهکده (به فرانسه: Médecin de Campagne) فیلمی فرانسوی در سبک کمدی-درام است که در سال ۲۰۱۶ به نمایش درآمد. از بازیگران آن می‌توان به فرانسوا کلوزه و ماریان دنیکو اشاره کرد.

## چکیده داستان
ژان پیر ورنر، پزشک دهکده که تنها برای کارش زندگی می‌کند، مجبور می‌شود از کار به دلیل درمان سرطان ریه و تومور مغزیش بکاهد. متخصص سرطان بی آنکه به او خبر دهد، دکتر ناتالی دلیزیا را می‌فرستد تا به او در انجام وظیفه اش کمک کند. ژان پیر که عادت دارد همیشه هر کاری را خودش انجام دهد، از ورود تازه‌وارد خوشش نمی‌آید.

## بازیگران
- فرانسوا کلوزه در نقش دکتر ژان پیر ورنر
- ماریان دنیکودر نقش ناتالی دلیزا
- ایزابل سادویان در نقش مادر ژان پیر ورنر
- فلیکس موآتی در نقش دستیار دکتر ژان پیر ورنر
- پاتریک دسکامپاس در نقش فرانسیس مارونی